# Bergrennen Landshaag–St. Martin
Das Bergrennen Landshaag–St. Martin ist ein Motorrad-Bergrennen, das jährlich im April vom MSC Rottenegg veranstaltet wird. 

## Ablauf
Das Bergrennen wurde 1979 zum ersten Mal ausgetragen. Es gilt aufgrund der erreichten Geschwindigkeiten als das schnellste Motorrad-Bergrennen Europas.
Gestartet wird in zahlreichen Klassen wie Superbike, Superstock, Seitenwagen, Supermoto und historische Motorräder. 2015 nahmen am Rennen bereits über 250 Starter teil.
Vor dem Rennen werden Samstag nachmittags und Sonntag vormittags die Trainingsläufe durchgeführt, Sonntag nachmittags wird dann das Rennen gefahren. Dabei fährt jeder Starter zwei Rennläufe, die Zeiten werden anschließend zur Bewertung addiert. Einige Fahrer nutzen die Möglichkeit, in zwei verschiedenen Klassen teilzunehmen. Diese fahren somit gleich 4 Rennläufe.
Je nach Klasse zählen die Rennläufe derzeit zu verschiedenen Meisterschaften:
- FIM Europe Bergeuropameisterschaft für Motorräder.[2]
- Österreichische Motorrad-Bergrennsport-Staatsmeisterschaft
- RACER Supermoto Pokal
- OSK Pokal für historische Rennsportmotorräder

Bei guter Witterung wird das Rennen regelmäßig von mehr als 13.000 Zusehern besucht.

## Rennstrecke
Die Rennstrecke ist ein Teilstück der L1507 Landesstraße zwischen Landshaag und St. Martin im Mühlkreis, die für Training und Rennen an zwei Tagen gesperrt wird.
Die Streckenlänge beträgt 3620 m, es wird dabei ein Höhenunterschied von 230 m überwunden.
Der Start sowie die ersten Kurven befinden sich noch im Ortsgebiet von Landshaag, anschließend folgt ein gerader Streckenabschnitt, wo trotz Steigung bis zu 260 km/h erreicht werden. Nach 1,1 km führt die Strecke durch ein etwa 600 m langes Waldstück mit einer Kurvenkombination zu Beginn, der langsamste Abschnitt des Rennens. Anschließend wird die Strecke flach, nach einer schnellen Linkskurve (der sogenannten Hauskurve) folgt ein Abschnitt, wo von den schnellsten Fahrern mittlerweile über 300 km/h erreicht werden. Nachher nimmt die Steigung wieder zu, nach einer Rechts- und einer Linkskurve folgt die Zielgerade, wo wieder rund 260 km/h erreicht werden.

## Gesamtsieger
| Jahr | Startnr. | Name                  | Gesamtzeit   | Fahrzeug |
| ---- | -------- | --------------------- | ------------ | -------- |
| 2006 | 117      | Friedrich Gahleitner  | 2:27,972 min | Yamaha   |
| 2007 | 145      | Friedrich Gahleitner  | 2:27,309 min | Yamaha   |
| 2008 | 196      | Helmut Schleindlhuber | 2:29,864 min | Suzuki   |
| 2009 | 174      | August Lauss          | 2:24,671 min | Ducati   |
| 2010 | 159      | Toni Rechberger       | 2:38,055 min | Suzuki   |
| 2011 | 168      | Helmut Schleindlhuber | 2:24,822 min | BMW      |
| 2012 | 166      | Christian Zimmermann  | 2:40,075 min | BMW      |
| 2013 | 198      | Christian Zaiser      | 2:25,524 min | Ducati   |
| 2014 | 245      | Christian Zimmermann  | 2:40,709 min | BMW      |
| 2015 | 321      | Wolfgang Gammer       | 2:24,567 min | Yamaha   |
| 2016 | 246      | Wolfgang Gammer       | 2:20,731 min | BMW      |
| 2017 | 316      | Wolfgang Gammer       | 2:22,794 min | BMW      |
| 2018 | 338      | Wolfgang Gammer       | 2:21,287 min | BMW      |
| 2019 | 288      | Thomas Berghammer     | 2:21,230 min | Suzuki   |

## Streckenrekorde
| Jahr | Zeit         | Fahrer                | Fahrzeug | Nr. | Bemerkung        |
| ---- | ------------ | --------------------- | -------- | --- | ---------------- |
| 2016 | 1:09,940 min | Andreas Gangl         | Suzuki   | 283 | Erster Rennlauf  |
| 2015 | 1:12,014 min | Wolfgang Gammer       | Yamaha   | 321 | Erster Rennlauf  |
| 2011 | 1:12,049 min | Helmut Schleindlhuber | BMW      | 168 | Zweiter Rennlauf |
| 2009 | 1:12,102 min | August Lauss          | Ducati   | 174 | Zweiter Rennlauf |
| 2003 | 1:12,752 min | Karl Truchsess        | Yamaha   |     | [ 3 ]            |
| 2002 | 1:12,994 min | Karl Truchsess        | Yamaha   |     | [ 4 ]            |
| 2000 | 1:14,039 min | Karl Truchsess        | Yamaha   |     | [ 5 ]            |